# Stefan Miler

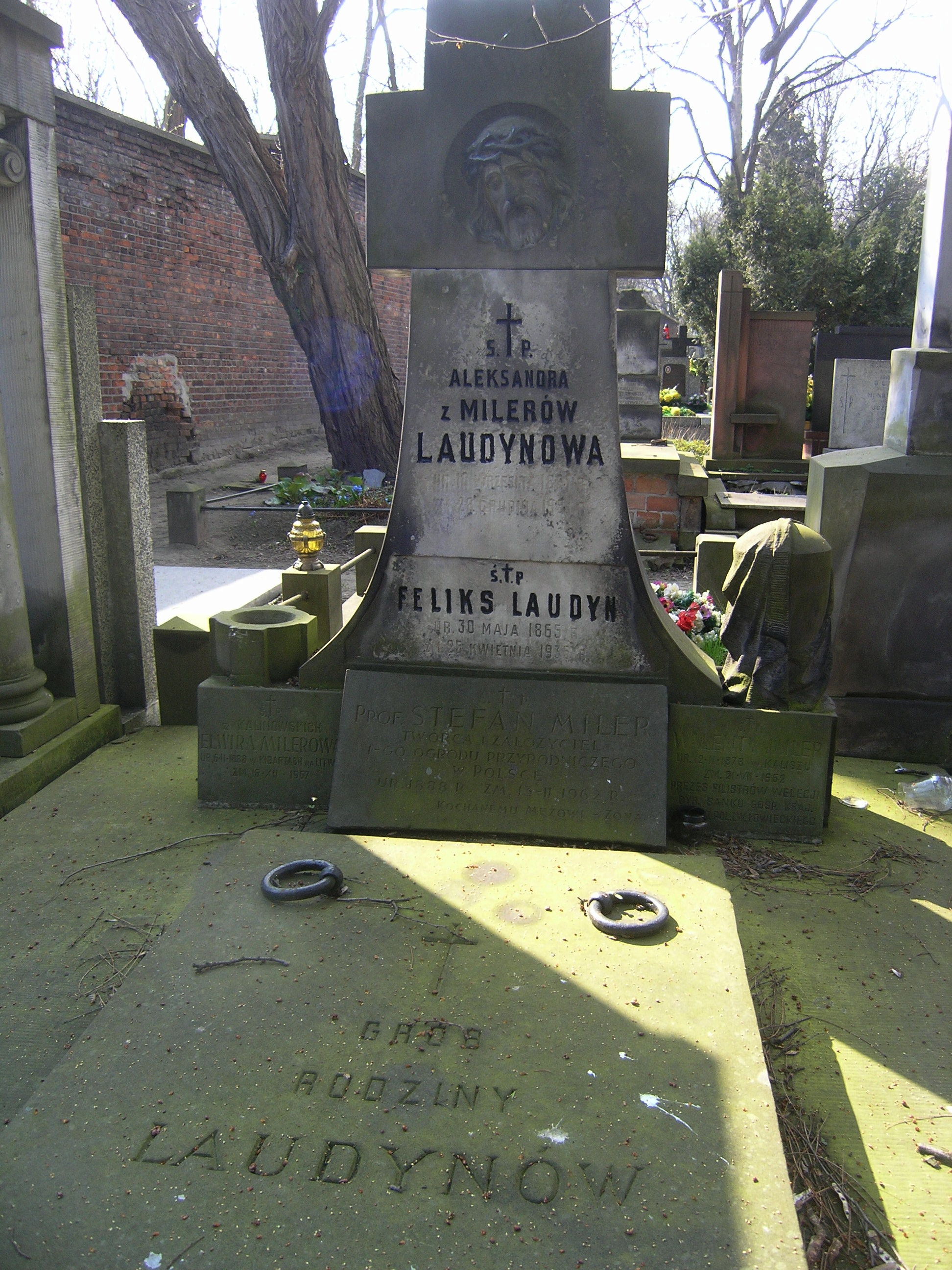
Grób Stefana Milera na est na Starych Powązkach w Warszawie (2012)

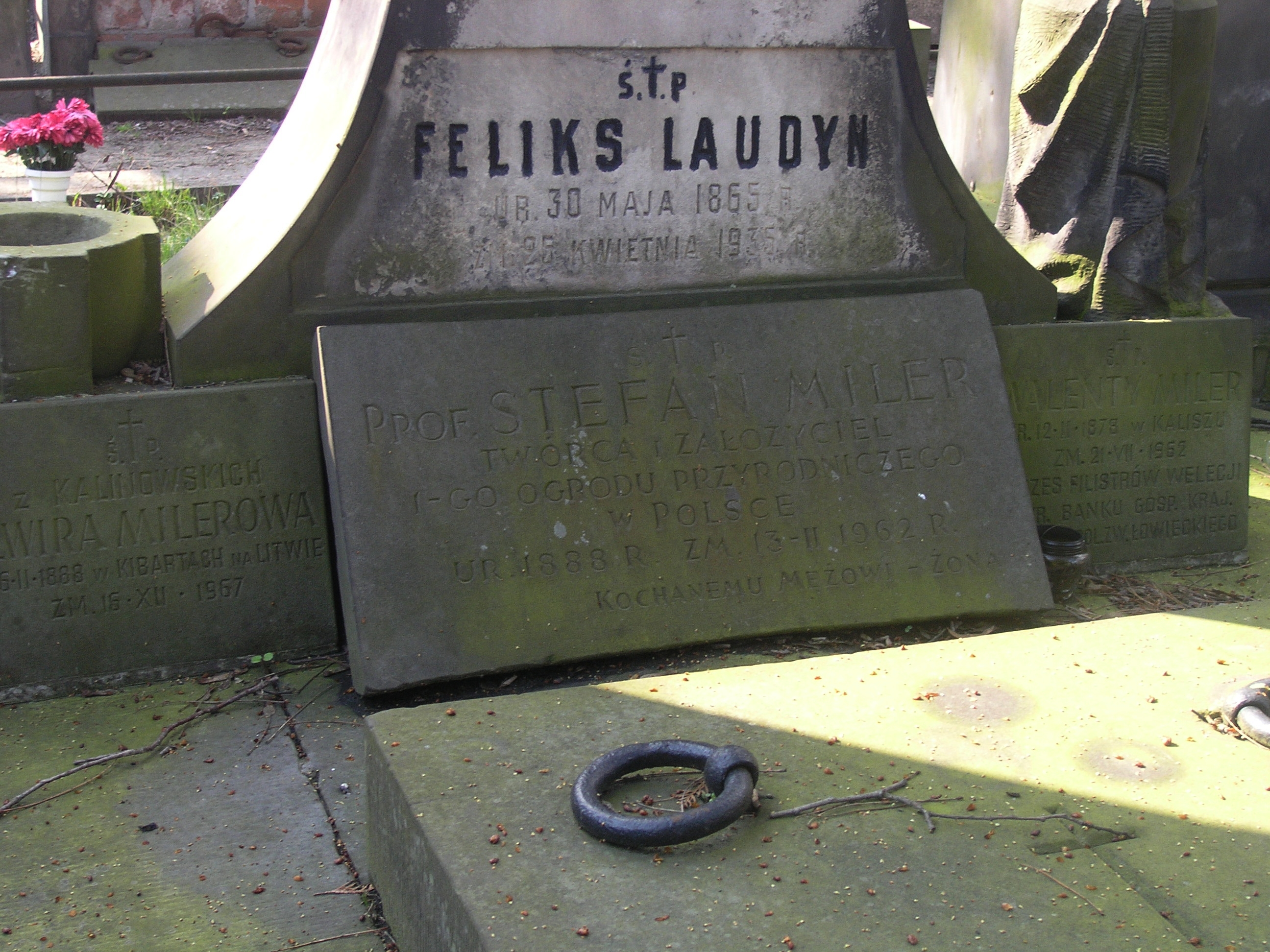
Grób Stefana Milera na Starych Powązkach w Warszawie (2012)

Stefan Miler (ur. 22 stycznia 1888 w Hubach Tynieckich, zm. 14 lutego 1962 w Warszawie) – polski pedagog, legionista, założyciel i pierwszy dyrektor Miejskiego Ogrodu Zoologicznego w Zamościu (1919–1956).

## Życiorys
Urodził się w rodzinie o tradycjach patriotycznych. Ojciec – Henryk Mikołaj Miler (1839–1921), był podczas powstania styczniowego adiutantem generała Józefa Hauke-Bosaka, matka – Antonina z Krajewskich (1853–1917) h. Jasieńczyk.
Za udział w strajku szkolnym (jako uczeń) w 1905 r. i próbę rozbrojenia rosyjskich żandarmów podczas manifestacji pierwszomajowej w Zawodziu pod Kaliszem został poddany dozorowi policyjnemu i stracił rok nauki. Korzystając z okazji zbiegł do Krakowa (zabór austriacki). Amnestia pozwoliła mu wrócić do Kalisza i złożyć egzamin dojrzałości w polskiej Szkole Handlowej w Kaliszu w 1908 r. Studiował nauki przyrodnicze w szwajcarskim Fryburgu, gdzie uzyskał dyplom w 1913 r.
Po studiach, jeszcze z dwoma kolegami jako 9. wyprawa polska zdobył Mont Blanc. Po powrocie do Polski pracował jako korepetytor. Gdy wybuchła I wojna światowa wstąpił do 1 pułku Legionów Polskich i walczył na Polesiu. Wkrótce został ciężko ranny w bitwie pod Trojanówką. Bezterminowo urlopowany przez pułkownika Władysława Sikorskiego, został skierowany do pracy w utworzonym w murach dawnej Akademii Zamojskiej gimnazjum (październik 1916 r.). Działał w POW. W 1918 r. brał udział w manifestacji żądającej pozostawienia Chełmszczyzny przy Polsce, spoliczkował śmiejącego się z manifestantów austriackiego żołnierza, za co przesiedział kolejne 2 tygodnie w areszcie. Brał udział w wojnie polsko-bolszewickiej i dosłużył się stopnia kapitana. Z tego tytułu wkrótce został prezesem Związku Legionistów i Związku Rezerwistów w Zamościu.
Na przełomie 1918 i 1919 r. na nieużytku przyszkolnym rozpoczął organizację pierwszego w Polsce przyszkolnego ogrodu zoologicznego. Pomagała mu młodzież szkolna (przynosząc ciekawy okaz można było zyskać na stopniu), absolwenci i władze miasta. Ogród zoologiczno-botaniczny i jego opiekun stały się wizytówką Zamościa. Stefan Miler fundusze zdobywał dając odczyty o ogrodzie i jego wpływie na wychowanie młodzieży w różnych miastach kraju. Pisał też do miejscowej prasy artykuły o charakterze patriotycznym, wiersze i satyry. Podpisywał je jako Miler. W latach 1934–1939 był członkiem Rady Miasta. 17 lipca 1938 r. gościł w zoo marszałka Edwarda Śmigłego-Rydza.
W latach 1934–1951 mieszkał w domu przy ulicy Peowiaków nr 7. Prawdopodobnie z jego inicjatywy, przed tym domem ustawiono wtedy popiersie marszałka Józefa Piłsudskiego. W czasie II wojny światowej pozostawał opiekunem zoo („niemieckie” miasto musiało mieć zoo). Mimo nacisków, szantażu, aresztowania córki, kilku miesięcy więzienia nie podpisał volkslisty. Działał w konspiracji i w tajnym nauczaniu. Po wyzwoleniu, 29 lipca 1944 r. otwierał patriotyczny wiec na Rotundzie, poświęcony pomordowanym tam mieszkańcom Zamojszczyzny. W 1953 r. zoo upaństwowiono, a Stefan Miler został jego pierwszym oficjalnym kierownikiem. W następnym roku przeszedł na emeryturę szkolną, pozostając w dalszym ciągu kierownikiem ogrodu zoo.
W wielu dziedzinach działał społecznie, często angażując młodzież. 4 czerwca 1957 r. przy budowie alpinarium w Parku Miejskim (przy kojcu) doznał wylewu krwi. Ze względu na stan zdrowia musiał zrezygnować z pracy w zoo. Ok. 1961 przeniósł się do Warszawy, gdzie w następnym roku zmarł. Pochowany jest na cmentarzu Powązkowskim (kwatera IV-3-23,24).

## Ordery i odznaczenia
- Krzyż Niepodległości (20 grudnia 1932)[2]
- Krzyż Kawalerski Orderu Odrodzenia Polski (1958)
- Krzyż Walecznych
- Srebrny Krzyż Zasługi (12 stycznia1928)[3]
- Medal Pamiątkowy za Wojnę 1918–1921
- Medal Dziesięciolecia Odzyskanej Niepodległości
- Odznaka Honorowa „Za Walkę o Szkołę Polską” (1930)

## Upamiętnienie
W Zamościu Ogród zoologiczny i ulica noszą jego imię.